# Беренхофф
Беренхофф (нем. Behrenhoff) — община в Германии, в земле Мекленбург-Передняя Померания.
Входит в состав района Восточная Передняя Померания. Подчиняется управлению Ландхаген.  Население составляет 769 человек (на 31 декабря 2010 года). Занимает площадь 24,37 км².
Коммуна подразделяется на 7 сельских округов.